# Cryptopimpla miltotibialis
Cryptopimpla miltotibialis là một loài tò vò trong họ Ichneumonidae.